# Lijst van rijksmonumenten in Ransdaal
De plaats Ransdaal telt 8 inschrijvingen in het rijksmonumentenregister. Hieronder een overzicht.
| Object                                                   | Oorspronkelijke functie? | Bouwjaar                                          | Architect | Locatie            | Coördinaten?                  | Nr.?   | Afbeelding        |
| -------------------------------------------------------- | ------------------------ | ------------------------------------------------- | --------- | ------------------ | ----------------------------- | ------ | ----------------- |
| Hoeve van baksteen                                       | Boerderij                | 18e-19e eeuw                                      |           | Ransdalerstraat 32 | 50° 51' 46" NB, 5° 53' 19" OL | 18227  | Meer afbeeldingen |
| Hoeve van baksteen, mergel en vakwerk                    | Boerderij                | 18e-19e eeuw                                      |           | Ransdalerstraat 30 | 50° 51' 46" NB, 5° 53' 18" OL | 18228  | Meer afbeeldingen |
| Hoeve van baksteen, mergel en vakwerk                    | Boerderij                | 18e-19e eeuw                                      |           | Ransdalerstraat 28 | 50° 51' 46" NB, 5° 53' 19" OL | 18229  | Meer afbeeldingen |
| Hoeve van mergel en vakwerk om een gesloten binnenplaats | Boerderij                | eerste helft 19e eeuw (hoeve) 1837 (poortklopper) |           | Ransdalerstraat 43 | 50° 51' 49" NB, 5° 53' 31" OL | 37924  | Meer afbeeldingen |
| Vakwerkhuisje                                            | Woonhuis                 | 18e eeuw                                          |           | Ransdalerstraat 10 | 50° 51' 39" NB, 5° 53' 14" OL | 39756  | Meer afbeeldingen |
| H. Theresiakerk                                          | Kerk en kerkonderdeel    | 1932                                              |           | Ransdalerstraat 74 | 50° 51' 51" NB, 5° 53' 41" OL | 507156 | H. Theresiakerk   |
| Pastorie                                                 | Kerkelijke dienstwoning  | 1932                                              |           | Ransdalerstraat 74 | 50° 51' 51" NB, 5° 53' 41" OL | 507157 | Meer afbeeldingen |
| Station Klimmen-Ransdaal                                 | Transport                | 1913                                              |           | Mareheiweg 2       | 50° 51' 59" NB, 5° 53' 25" OL | 507162 | Meer afbeeldingen |